# Canton de Ghisonaccia
Le canton de Ghisonaccia est une division administrative française du département de la Haute-Corse créée par le décret du 26 février 2014 et entrant en vigueur lors des élections départementales de 2015.

## Histoire
Un nouveau découpage territorial de la Haute-Corse entre en vigueur à l'occasion des premières élections départementales suivant le décret du 17 février 2014. Les conseillers départementaux sont, à compter de ces élections, élus au scrutin majoritaire binominal mixte. Les électeurs de chaque canton élisent au Conseil départemental, nouvelle appellation du Conseil général, deux membres de sexe différent, qui se présentent en binôme de candidats. Les conseillers départementaux sont élus pour 6 ans au scrutin binominal majoritaire à deux tours, l'accès au second tour nécessitant 12,5 % des inscrits au 1er tour. En outre la totalité des conseillers départementaux est renouvelée. Ce nouveau mode de scrutin nécessite un redécoupage des cantons dont le nombre est divisé par deux avec arrondi à l'unité impaire supérieure si ce nombre n'est pas entier impair, assorti de conditions de seuils minimaux. Dans la Haute-Corse, le nombre de cantons passe ainsi de 30 à 15.
Le nouveau canton de Ghisonaccia est entièrement inclus dans l'arrondissement de Corte. Le bureau centralisateur est situé à Ghisonaccia.

## Représentation
| Période élective | Période élective | Mandat | Mandat | Identité           | Nuance | Nuance | Qualité                                    |
| ---------------- | ---------------- | ------ | ------ | ------------------ | ------ | ------ | ------------------------------------------ |
| 2015             | 2021             | 2015   | 2018   | Francis Giudici    |        | DVD    | Exploitant agricole - Maire de Ghisonaccia |
| 2015             | 2021             | 2015   | 2018   | Marie-Ange Pergola |        | DVG    | Conseillère municipale d'Aléria            |

Lors des élections départementales de 2015, le binôme composé de Francis Giudici et Marie-Ange Pergola (Divers gauche) est élu au 1er tour avec 83,86 % des suffrages exprimés, devant le binôme composé de Claude Gery-Frioud et Valérie Scaps (FN) (10,78 %). Le taux de participation est de 56,93 % (3 859 votants sur 6 778 inscrits) contre 56,69 % au niveau départementalet 50,17 % au niveau national.

## Composition
Le canton de Ghisonaccia comprend vingt communes entières.
| Nom                                 | Code Insee | Intercommunalité         | Superficie (km2) | Population (dernière pop. légale) | Densité (hab./km2) | Modifier                                    |
| ----------------------------------- | ---------- | ------------------------ | ---------------- | --------------------------------- | ------------------ | ------------------------------------------- |
| Ghisonaccia (bureau centralisateur) | 2B123      | CC de Fium'orbu Castellu | 68,25            | 4 246 (2022)                      | 62                 | modifier les données · modifier les données |
| Aghione                             | 2B002      | CC de l'Oriente          | 33,88            | 246 (2022)                        | 7,3                | modifier les données · modifier les données |
| Aléria                              | 2B009      | CC de l'Oriente          | 58,33            | 2 239 (2022)                      | 38                 | modifier les données · modifier les données |
| Altiani                             | 2B012      | CC de l'Oriente          | 18,29            | 54 (2022)                         | 3,0                | modifier les données · modifier les données |
| Ampriani                            | 2B015      | CC de l'Oriente          | 2,29             | 23 (2022)                         | 10                 | modifier les données · modifier les données |
| Antisanti                           | 2B016      | CC de l'Oriente          | 47,95            | 579 (2022)                        | 12                 | modifier les données · modifier les données |
| Campi                               | 2B053      | CC de l'Oriente          | 4,90             | 19 (2022)                         | 3,9                | modifier les données · modifier les données |
| Casevecchie                         | 2B075      | CC de l'Oriente          | 9,06             | 70 (2022)                         | 7,7                | modifier les données · modifier les données |
| Giuncaggio                          | 2B126      | CC de l'Oriente          | 16,15            | 81 (2022)                         | 5,0                | modifier les données · modifier les données |
| Linguizzetta                        | 2B143      | CC de l'Oriente          | 64,79            | 1 134 (2022)                      | 18                 | modifier les données · modifier les données |
| Matra                               | 2B155      | CC de l'Oriente          | 6,49             | 52 (2022)                         | 8,0                | modifier les données · modifier les données |
| Moïta                               | 2B161      | CC de l'Oriente          | 5,71             | 62 (2022)                         | 11                 | modifier les données · modifier les données |
| Pancheraccia                        | 2B201      | CC de l'Oriente          | 14,35            | 197 (2022)                        | 14                 | modifier les données · modifier les données |
| Pianello                            | 2B213      | CC de l'Oriente          | 16,73            | 55 (2022)                         | 3,3                | modifier les données · modifier les données |
| Piedicorte-di-Gaggio                | 2B218      | CC de l'Oriente          | 27,25            | 109 (2022)                        | 4,0                | modifier les données · modifier les données |
| Pietraserena                        | 2B226      | CC de l'Oriente          | 6,72             | 58 (2022)                         | 8,6                | modifier les données · modifier les données |
| Tallone                             | 2B320      | CC de l'Oriente          | 68,17            | 281 (2022)                        | 4,1                | modifier les données · modifier les données |
| Tox                                 | 2B328      | CC de l'Oriente          | 14,79            | 99 (2022)                         | 6,7                | modifier les données · modifier les données |
| Zalana                              | 2B356      | CC de l'Oriente          | 13,20            | 151 (2022)                        | 11                 | modifier les données · modifier les données |
| Zuani                               | 2B364      | CC de l'Oriente          | 5,16             | 37 (2022)                         | 7,2                | modifier les données · modifier les données |
| Canton de Ghisonaccia               | 2B13       |                          | 502,46           | 9 792 (2022)                      | 19                 | modifier les données                        |

## Démographie
En 2022, le canton comptait 9 792 habitants, en évolution de +1,7 % par rapport à 2016 (Haute-Corse : +5,15 %, France hors Mayotte : +2,11 %).
| 2013  | 2018  | 2022  |
| ----- | ----- | ----- |
| 9 255 | 9 603 | 9 792 |